# خوسيه لويس ثباتيرو
خوسيه لويس ثباتيرو (بالإسبانية: José Luis Rodríguez Zapatero) (وُلد في 4 أغسطس عام 1960) هو سياسي إسباني وعضو في الحزب الاشتراكي العمالي الإسباني (بّي إس أو إي). كان رئيس وزراء إسبانيا الذي انتُخب لفترتين، في الانتخابات العامة لعامي 2004 و2008. في 2 أبريل 2011 أعلن أنه لن يترشح لإعادة انتخابه في الانتخابات العامة لعام 2011 وترك منصبه في 21 ديسمبر 2011.‘‘‘‘‘‘.

## سيرته الذاتية

### الخلفية الأسرية وحياته المبكرة
ولد خوسيه لويس رودريغيز ثباتيرو في بلد الوليد (فالودوليد)، في قشتالة وليون، لوالديه خوان رودريغيز غارسيا لوزانو (وُلد في 1928)، وهو محام، وماريا دي لا بوريفيكاسيون ثباتيرو فاليرو (من توردموس، بلد الوليد، وُلدت عام 1927 –وتوفيت في مدريد في 30 أكتوبر عام 2000). نشأ في ليون، حيث نشأت عائلته.
جده من ناحية الأب، خوان رودريغيز لوزانو (وُلد في 28 يوليو عام 1893 – تُوفي في بوينتي كاسترو، ليون، الواقع في 18 أغسطس عام 1936)، كان نقيبًا جمهوريًا، أعدمه جيش فرانثيسكو فرانكو الوطني بعد شهر من الحرب الأهلية الإسبانية، لرفضه القتال معهم. كشف الفاشيون عن مكان وجوده في بلد الوليد.
كان جده من ناحية الأم، فوستينو فالنتين ثباتيرو باليستيروس (وُلد في بلد الوليد في 14 فبراير 1899 – وتوفي عام 1978)، كان طبيب أطفال وليبراليًا من الطبقة المتوسطة. كانت جدته والدة أمه ماريا دي لا ناتيفيداد فاليرو إي أسينسيو (وُلدت في زامورا، 9 ديسمبر 1902 – تُوفيت في بلد الوليد، 28 يونيو 2006 عن عمر يناهز 103 أعوام). وُلد ثباتيرو في بلد الوليد ليس فقط بسبب ارتباط والدته بعائلتها التي تعيش هناك، بل أيضًا بسبب مهنة والدها الطبية.
قال ثباتيرو إنه عندما كنت شابًا، «كما أتذكر، كنت أشارك في محادثات ليلية مع والدي وشقيقي حول السياسة أو القانون أو الأدب». ومع ذلك، لم يكن على علاقة جيدة مع والده في بعض الأحيان. وتقول المصادر إن والده رفض السماح له بالعمل أو المشاركة في مكتب المحاماة الخاص به، وهذا أثر عليه مدى الحياة. يقول إن عائلته علمته أن يكون متسامحًا، وطيب القلب، وحكيمًا، وصارمًا.
احتُفظ بذكرى الكابتن الجمهوري رودريغيز لوزانو من خلال وصيته الأخيرة، والتي كُتبت بخط اليد قبل 24 ساعة من مواجهة فرقة الإعدام، ويمكن اعتبارها إعلانًا نهائيًا للمبادئ. تتكون الوصية من ستة أجزاء، في الأجزاء الثلاثة الأولى يمنح ممتلكاته لورثته، وفي الجزء الرابع، طلب دفنًا مدنيًا، وفي الجزء الخامس، طلب من عائلته الصفح عن من حاكموه وأعدموه وإعلان إيمانه بالله. في الجزء السادس، طلب جد ثباتيرو من عائلته تبرئة اسمه في المستقبل لأن عقيدته تقوم فقط على «حبه للسلام والخير وتحسين الظروف المعيشية للطبقات الاجتماعية الأقل».
وبحسب صحيفة معاريف الإسرائيلية، وبحسب قول ثباتيرو نفسه: «عائلتي، التي تُدعى ثباتيرو، هي من أصل يهودي»، على الأرجح أنهم ينحدرون من المارانوس.
درس القانون في جامعة ليون وتخرج منها عام 1982. وكان أداؤه كطالب أعلى من المتوسط. وبحسب شقيقه خوان: «لم يدرس كثيرًا ولكن لم يحدث هذا فرقًا لأنه استمر بالتقدم». 

## التجربة السياسية

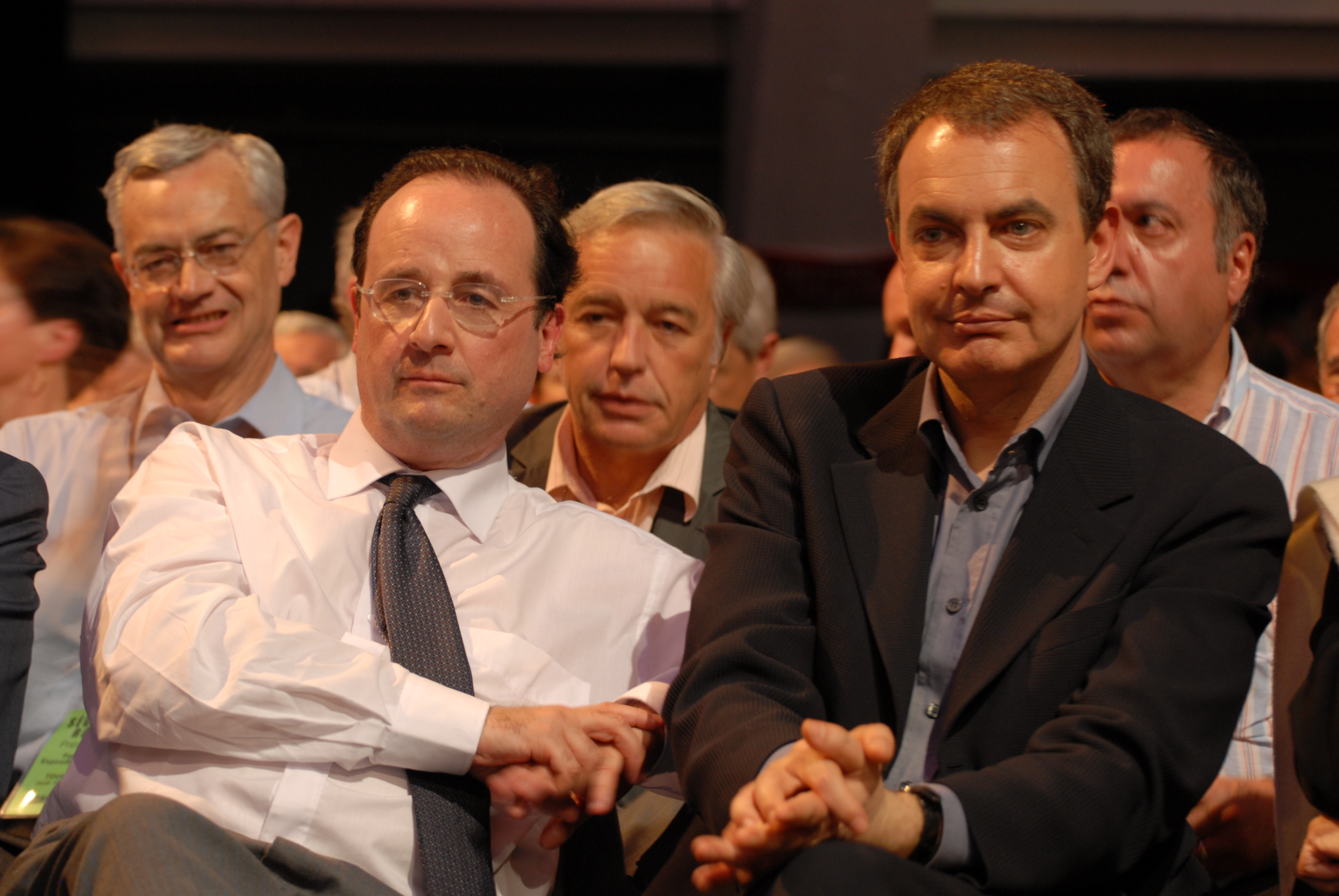
خوسيه لويس ثباتيرو (عن اليمين) فرانسوا أولاند الكاتب الأول للحزب الاشتراكي (عن اليسار) في مدينة تولوز بتاريخ 19 أبريل 2007 لمساندة سيغولين رويال في الانتخابات الرئاسية الفرنسية 2007.

من بين الإجراءات الرئيسية التي اتخذتها حكومة ثباتيرو انسحاب القوات الإسبانية من حرب العراق، وزيادة القوات الإسبانية في أفغانستان، واقتراح تحالف الحضارات (هي منظمة تابعة للأمم المتحدة وتأسست في 2005 ومقرها نيويورك)، وتشريع زواج المثليين في إسبانيا، وإصلاح قانون الإجهاض، ومحاولة القيام بمفاوضات سلام مع منظمة إيتا، وزيادة القيود المفروضة على التبغ، وإصلاح القوانين المختلفة التي تتمتع بالحكم الذاتي، ولا سيما النظام الداخلي في كاتالونيا.‘

## أوسمة
- الصليب الكبير لوسام المُحرر الجنرال سان مارتين (2009).
- قلادة وسام إيزابيلا الكاثوليكية (2011).
- الوسام العلوي من درجة الحمالة الكبرى.(2016).[27]

## روابط خارجية
- خوسيه لويس ثباتيرو على موقع IMDb (الإنجليزية)
- خوسيه لويس ثباتيرو على موقع الموسوعة البريطانية (الإنجليزية)
- خوسيه لويس ثباتيرو على موقع مونزينجر (الألمانية)
- خوسيه لويس ثباتيرو على موقع إن إن دي بي (الإنجليزية)
- خوسيه لويس ثباتيرو على موقع قاعدة بيانات الفيلم (الإنجليزية)